# 미사토촌 (미에현 아게군)
미사토촌(美里村)은 미에현 아게군에 설치되었던 촌이다. 2006년 1월 1일에 구 쓰시 등10 시정촌이 합병해 폐지되었다. 현재는 쓰시 미사토정에 해당된다.

## 지리
- 산 : 가사토리산 (842m) 게이가미네  (819m)
- 강 : 나가노강, 나카데강, 기타코자강, 후나야마강, 야나기단강, 미나미나가노강, 가쓰라하타강

## 역사
- 1954년 10월 1일 - 아노군 다쓰미즈촌, 나가노촌, 다카미야촌이 합병해 아노군 미사토촌이 성립하였다.
- 1956년 9월 30일 - 아게군으로 변경되었다.
- 2006년 1월 1일 - 쓰시, 히사이시, 아게군, 가와게정, 게이노정, 아노정, 이치시군, 가라스정, 이치시정, 하쿠산정, 미스기촌과 합병해 새로운 쓰시가 성립하였다. 동일 미사토정은 폐지되었다.

## 교통

### 도로
- 국도 제163호선 (일본)(일본어판)